# Lewiston (ort i Australien)
Lewiston är en ort i Australien. Den ligger i kommunen Mallala och delstaten South Australia, omkring 36 kilometer norr om delstatshuvudstaden Adelaide.
Närmaste större samhälle är Gawler, omkring 14 kilometer öster om Lewiston.
Trakten runt Lewiston består till största delen av jordbruksmark. Runt Lewiston är det ganska tätbefolkat, med 111 invånare per kvadratkilometer. Genomsnittlig årsnederbörd är 593 millimeter. Den regnigaste månaden är juli, med i genomsnitt 95 mm nederbörd, och den torraste är december, med 13 mm nederbörd.